# Eduardo Embry
Eduardo Embry Morales, nacido el 28 de octubre de 1938, es un poeta chileno originario de  Valparaíso.

## Biografía
Hasta 1973 tuvo la habilidad de compatibilizar su formación obrera y un empleo en la Compañía de Tabacos de Chile, con una intensa labor de escritor y agente cultural en la prensa escrita, radio y televisión.
Compartió la bohemia de Valparaíso con el pintor Jorge Osorio Tejeda, con quien fundó el taller Dédalo, que constituyó el sello editorial de ambos artistas. De este taller salieron las primeras xilografías de Jorge Osorio que ilustraban páginas de poesía de Eduardo Embry. Una de las más célebres de estas publicaciones, es una breve colección de poesía de Embry con la que ganó el Premio Municipal de Valparaíso, con motivo de la celebración del aniversario de la fundación de la ciudad: “Piedra y Sentimiento de (nuestra Virgen) Puerto Claro”. Se trató de un premio patrocinado por el gremio de trabajadores municipales.
Otra publicación del taller Dédalo, fue "Paraguerras"  colección de poesías y xilografías – tamaño ‘’mercurio’’- de ambos artistas. Paraguerras, fue creado para denunciar los horrores de la guerra de Vietnam. Una de estas páginas se halla exhibida – con marco de vidrio - en el interior de la Biblioteca Bodleiana, de Oxford, Inglaterra.
Embry, junto a Ennio Moltedo, después de ganar el Premio de Poesía Nicomedes Guzmán, de la Federación de Estudiantes del Instituto Pedagógico de la Calle Colón de Valparaíso, compartió con frecuencia las actividades literarias de ese instituto universitario con profesores y estudiantes, entre estos, Renato Cárdenas, Juan Ruiz, Sergio Badilla Castillo, Fernando Veas, José Varela (Premio en la mención narrativa breve), Fernando Moreno, Luis Iñigo Madrigal, Nelson Osorio Tejeda y muchos más, quienes son en la actualidad, destacados profesionales y académicos egresados de ese histórico Pedagógico de Valparaíso. Por aquel tiempo, este grupo de profesores y alumnos comenzó a sacar la revista Piedra,  que -según un crítico del momento, Manuel Escorza, era una revista de jóvenes irreverentes, que "tiraba piedras” al ambiente cultural de la región.
Se le menciona como uno de los integrantes de la generación de 1965.
En 1969 - Casa de las Américas, publica en su colección "Premios", una selección de sus poemas bajo el título "Poeta en Valparaíso", que resultara finalista, junto a otros "8 poetas"[Casa,1969] en el Concurso Internacional de Casa de las Américas de ese año, ganado por el poeta salvadoreño, Roque Dalton.
Participó en 1971 en el primer encuentro de poesía joven que se hizo en el Instituto Pedagógico de Valparaíso, actualmente Universidad de Playa Ancha, donde se reunieron autores que ahora son muy connotados como Oscar Hahn, Waldo Rojas, Floridor Pérez, Gonzalo Millán Omar Lara, fundador y director de la Revista Trilce, en cuyas páginas han aparecido sus poemas más recientes[ Trilce 33].

Tras el Golpe de Estado de 1973, fue prisionero político en el buque Lebu.
Liberado del Lebu, en 1974 partió a Inglaterra apoyado por el movimiento desarrollado a nivel de la educación superior de Gran Bretaña, llamado "Académicos para Chile". Recibe una invitación de la Universidad de Glasgow.
Después de una estancia breve en Escocia, el profesor Ian Michael, de la Universidad de Southampton, en Inglaterra, le admitió como alumno de su curso para optar al título de M.Phil en la Facultad de Humanidades de esa Universidad. En esa Facultad pudo estudiar y trabajar en el Departamento de Español.
En Southampton cubrió la plaza dejada por el poeta peruano Antonio Cisneros como Lector en el Departamento de Español. En sus primeros años ingleses, participó enseñando español en Southampton City Collage, en el Politécnico de Portsmouth, en la Prisión de Wormwood Scrubs y en la Universidad de Bournemouth.
Luego, Embry viajó a Venezuela, instalándose en la ciudad de Cumaná, en el Estado Sucre, donde realizó trabajos especiales para el Decanato de la Universidad de Oriente, Núcleo Sucre, con motivo del Bicentenario de don Andrés Bello; fue coordinador de actividades culturales del Ateneo de Cumaná, bajo la dirección de la Dra. Cohinta de Boada; Durante sun estancia en Sucre, desarrolló una intensa labor cultural; produjo 'Historia del periodismo en Cumaná, en tiempos del general Bermúdez, periódicos publicados entre 1825- 30’, y ‘Andrés Bello y el periodismo de 1825’. Además,  ejerció como coordinador y redactor de un periódico local hasta la década del noventa.
De regreso en Southampton, el Profesor Henry Ettinghausen, le honra como un Honor Resercher Fellow del Departamento de Lenguas Modernas, Escuela de Humanidades, al cual aún se halla vinculado, como investigador independiente. Fue también, un Hartley Researcher Fellow del Harley Institute de la Universidad de Southampton, en un proyecto sobre la Revista ÁGORA de Madrid y sobre "La policía en la poesía española de la década de 1960, La censura en la poesía, obra que fuera presentada en la Universidad de Columbia Británica, Vancouver, Canadá, en 2010.
La British Library, Reino Unido, en 2009, publicó una edición en audio de la poesía de Eduardo Embry.
Fue invitado especial del 6.º. Festival Internacional de Poesía, Caracas, junio y julio de 2009.
El 2011, recibió el Premio otorgado por el Círculo de Críticos de Arte de Valparaíso.

## Obra
- 1962 "Vigilias".
- 1965 "Los ángeles caídos y otros poemas".
- 1966 "Piedra y sentimiento de Puerto Claro".
- 1969  "Poeta en Valparaíso".
- 1974 "Poder invisible".
- 1980 La vaca del señor Don Gato.
- 1980 Cartas edificantes.
- 1983 Poesía de amigos, Universidad de Oriente, Cumaná, Venezuela.
- 1985 Locuras de Tarot. Ediciones La Espada Rota, Caracas.
- 1990: Para Santos y Herejes. Fondo Canto Mestizo, Londres.
- 1994 Edición del poema satírico colonial ‘Descripción de las grandezas de la ciudad de Santiago de Chile...’, Consiglio Nazionale delle Ricerche Bulzoni Editore, Roma.
- 1997 ‘Breviario de la memoria’  con presentación de Ennio Moltedo, Universidad de Valparaíso, Valparaíso.
- 1999 Doble clic
- 1997 Homenaje a los poetas españoles, Southampton.
- 2001 Cuando llovía[n] libros raros sobre la cordillera de los Andes, Southampton.
- 2002 El demonio de mis sueños ríe con su cola roja, Londres
- 2004 Daba miedo cerrar los ojos, Londres.
- 2006  “Enxeinplos y milagros de Eduardo Embry”, editado por el poeta Juan Cameron, con portada de Virginia Vizcaíno.
- 2009 “Manuscritos que con el agua se borran”. (Antología). Caracas, Monte Ávila Editores Latinoamericana., selección realizada en Venezuela por Eduardo Gasca.
- 2010 “Al revés de las cosas que en este mundo fenecen”. (Antología a cargo de Eddie Morales), Universidad de Playa Ancha.
- 2010 “Arte de marear”, Ediciones Altazor, Chile.

Ha publicado en revistas en España, Chile e Inglaterra, entre las que destacan Revista Urogallo, Revista Atlántica (Diputación de Cádiz), The London Magazine (Londres) - una selección hecha por el poeta y editor inglés Alan Ross - y en la revista Index on Censorship (Londres y Nueva York), Rocinante (Santiago).

## Valoración de su trabajo
El profesor Eddie Morales, de la Universidad de Playa Ancha, afirma que los hablantes presentes en los poemas de Embry unen el oficio poético desarrollado por los poetas medievales de la juglaría y de la clerecía, especialmente en la poética del arcipreste de Hita. La ironía, el humor, lo iconoclasta, el desparpajo, el enmascaramiento y el carnaval, entre otros elementos discursivos, los evidenciamos en la poética y en la discursividad de Embry.
Añade que Embry es un poeta dialogante con la tradición de la lírica medieval hispánica, y, además, de la lírica post medievalista europea.
Para Eddie Morales, los hablantes de Eduardo Embry –que en definitiva, no son otros que el ser del poeta revestido de una carnalidad distinta - propia del juego poético-, se presentan ante el lector como sujetos degradados, es decir, yoes, que están en diversas situaciones vivenciales (“apagamiento del yo”, lo han denominado). El yo lírico embriano tiende a no tomarse muy en serio –influencia parriana, a no dudarlo-, y a caracterizarse por el desenfado con que enfrenta los distintos momentos de acoger el mundo.
La profesora brasileña Teresa Cabañas, de la Universidad Federal de Santa María, observa que el “apagamiento del yo” es uno de los rasgos básicos de su poesía, lo que permite a Embry, por un lado, desarrollar sobre él una acción de desnudamiento despiadado, lo que, sin duda, nos recuerda y amplia la senda inicialmente trazada por Nicanor Parra. Así pues la imagen que se compone de este yo es más la de un antihéroe, sujeto que pasa por todas las graduaciones de lo mediano: a veces medio papanatas, otras amilanado y timorato, algunas bonachón y pobre diablo, casi siempre pícaro.
El profesor español Carlos Mata Induraín, en el plano de la investigación,  destaca su labor de rescate del Poema Descripción de las Grandezas de la Ciudad de Santiago de Chile (1740)